# Salar de Tara
Salar de Tara är en saltslätt i Chile.   Den ligger i regionen Región de Antofagasta, i den norra delen av landet, 1 200 km norr om huvudstaden Santiago de Chile.